# 麦阿里
艾布·阿拉·麦阿里（阿拉伯语：‎；973年12月—1057年5月），阿拉伯盲人哲学家、诗人、作家，生于马雷特努曼，持有非宗教世界观，认为理性是真理和启示的主要来源，他被称为是一个“悲观的自由思想家”，对犹太教、基督教、伊斯兰教和琐罗亚斯德教皆持批判态度，他为自然神论者。
麦阿里倡导社会公义，过着居隐、禁欲的生活。他也是（道德）纯素主义的创始人。

## 生平
937年12月，麦阿里出生於阿勒颇与霍姆斯（今属叙利亚）间的马雷特努曼，这也是他名字中“麦阿里”（al-Maʿarrī）的来源，意为“马雷特人”。出身名门望族。四岁时，因罹患天花，导致双目失明。童年时，由父亲启蒙。青年时，曾出游至阿勒颇、安塔基亚、拉塔基亚、的黎波里等地。1005年，父亲逝世。约两年后，麦阿里前往巴格达，在文坛名噪一时。因母病而返故里，但到达前夕，母亲病逝。此后在家乡杜门谢客，以“双料囚徒”自嘲。

## 著作
作品現存散文《寬恕書》、《章節與目的》、詩集《燧火》，長詩《魯祖米亞特》等。
《宽恕书》（‎）是麦阿里的代表作。本书作于1032年，起因是一位名为伊本·格利哈（Ibn al-Qarih）的诗人从阿勒颇来信谈及伪信者和无神论者的情况，并请教文学、哲学、历史、宗教等问题。麦阿里即创作一部长篇散文作为答复。在书中，作者展开大胆想象，在末日后升上天堂，见到了不该在此的阿拉伯蒙昧时期的几位诗人。他因此询问原因，得知他们得到了真主的宽恕。而没有得到宽恕者则进入地狱。此书即由此得名。

## 后世
2012年叙利亚内战瓦迪代夫围困战期间，麦阿里在马雷特努曼的雕像被征服沙姆阵线斩首。